# Квак Чеу
Ква́к Чеу́ (кор. 郭再祐, 곽재우; 1552—1617) — корейський державний і військовий діяч часів династії Чосон, один з народних героїв Кореї. Учасник японсько-корейської війни 1592 — 1598 років. Один з організаторів корейських партизанських загонів. Прізвисько — Кєсу, посмертне ім'я — Чхунік. Прозваний в народі «генерал в червоних шатах, що спустився з Небес».

## Біографія
Квак Чеу народився 1552 року в провінції Кьонсан в шляхетній поміщицькій родині. Він отримав гарну конфуціанську освіту й мав талант красномовства. 
1587 року, у віці 34 років, Квак успішно склав державні іспити на посаду цивільного чиновника династії Чосон. Він працював у провінційному уряді, але невдовзі полишив державну службу через конфлікт з начальством та критику режиму.
1592 року, після вторгнення японських військ до Кореї, Квак розпочав формування партизанських загонів з дрібної шляхти, міщан і селян для опору завойовникам. Він продав свої маєтки для закупівлі зброї та набору командирів. Війська Квака проводили успішні рейди в тилу противника. Уникаючи прямого зіткнення з основними японськими силами, генерал нападав на лінії комунікації та невеликі загони. Він також атакував невеликі загони піхоти, що займалися реквізицією продовольства в корейських селах. 1592 року партизани Квака завадили японському полководцю Анкокудзі Ейкею завоювати провінцію Чолла, а також зірвали японський штурм фортеці Чінджу. 
Візитівкою генерала Квака в усіх бойових виправах став його червоний одяг, пофарбований менструальною кров'ю незайманих дівчат. Генерал вірив, що темна жіноча енергія інь перетворювала його одяг у обладунок, недоступний для японської вогнепальної зброї — уособлення чоловічої енергії ян. Через це вбрання Квака називали «генерал в червоних шатах».
Успіхи Квака в партизанській боротьбі породили чимало легенд про нього. В народній свідомості генерал став символом народного месника. Незважаючи на різку критику влади та самовільні акції, корейський уряд визнав заслуги Квака і призначив наприкінці 1592 року головою відділу Міністерства покарань. 1593 року він був підвищений до голови міста Сонджу, а 1595 року став головою міста Чінджу.
Після війни Квак знову розсварився з начальством і полишив службу. Решту життя він провів в батьківщині, займаючись вивченням конфуціанства. Дослідження генерала були видані у збірці «Манидан» — Зал забутих турбот.
Квак Чеу помер 1617 року.